# 민주당 (1995년 대한민국)
민주당은 김대중의 새정치국민회의에 합류하지 않은 민주당 세력과 개혁신당과의 합당으로 1995년 12월 21일 창당된 정당이다. 또한 1997년 11월 21일에 신한국당과 한나라당으로 신설합당하여 소멸했다. 합당 직전 노무현, 김원기, 김정길 등 일부는 새정치국민회의에 합류했고, 장을병 등 일부는 국민신당에 합류했다.

## 역사

### 창당 이전
- 1987년 5월 1일 : 통일민주당 창당
- 1987년 11월 12일 : 통일민주당 탈당파들이 평화민주당 창당, 김대중을 총재 및 대통령선거 후보로 추대
- 1991년 4월 15일 : 평화민주당이 이우정, 신계륜, 장영달 등의 재야운동가를 영입, 신민주연합당으로 당명 변경
- 1991년 9월 16일 : 3당 합당으로 거대 여당 탄생 이후 이에 반대한 통일민주당의 잔류파와인 꼬마민주당과 합당, 민주당(통합민주당)으로 창당
- 1995년 9월 5일 김대중 아태재단이사장의 주도로 민주당내의 상당수 인사들이 탈당하여 새정치국민회의가 창당되었고 민주당은 제2야당으로 전락

### 창당 이후
- 1995년 12월 21일에 민주당 잔류세력이 개혁신당과 통합해 통합민주당을 창당한다.
- 1996년 4월 11일에 실시된 총선에서 15석을 얻는 데에 그치면서 제4당으로 전락하였다.
- 1996년 6월 4일에 민주당으로 당명을 변경하고 이기택을 총재로 선출한다.
- 1997년 9월 11일에 조순 전 서울특별시장을 대통령 후보로 영입하고 총재로 추대한다.
- 1997년 11월에 조순 총재가 신한국당과의 합당을 결정하자 이에 반발한 노무현, 김원기, 김정길 등 일부 당원들이 탈당하고 새정치국민회의에 입당한다.
- 1997년 11월 24일에 신한국당과 함께 한나라당으로 신설 합당하여 해산하였다.

## 역대 총재
| 대수 | 역대 총재   | 직함 | 임기                               |
| ---- | ----------- | ---- | ---------------------------------- |
| 1    | 박일 장을병 | 총재 | 1995년 12월 21일 ~ 1996년 6월 3일  |
| 2    | 이기택      | 총재 | 1996년 6월 4일 ~ 1997년 9월 10일   |
| 3    | 조순        | 총재 | 1997년 9월 11일 ~ 1997년 11월 20일 |

## 주요 선거 결과

### 국회의원 선거
|  | 3.56% |

|  | 11.2% |

|  | 5.02% |

## 역대 전당대회

### 제1차 민주당-개혁신당통합수임기구 합동회의
1995년 12월 5일 민주당-개혁신당 통합수임기구 합동회의는 양당의 통합을 선언하고 민주당 이기택 고문을 상임고문에, 김원기 고문과 개혁신당 장을병 대표를 공동총재로 선출했다.

### 1996년민주당 임시 전당대회
| 득표순위 | 이름     | 득표수   | 득표율 | 비고 |
| -------- | -------- | -------- | ------ | ---- |
| 1        | 이기택   | 1,142    | 55.3%  | 대표 |
| 2        | 홍성우   | 913      | 44.2%  |      |
| 총투표수 | 총투표수 | 총투표수 | 2,066  |      |

1996년 6월 4일, 통합민주당 전당대회는 당명을 통합민주당에서 민주당으로 변경하고 총재 중심의 단일지도체제로 당헌을 개정한 뒤 이기택을 총재로 선출했다.

### 신한국당-민주당 합동 전당대회
1997년 11월 21일 민주당 전당대회는 신한국당과 합당해 한나라당으로 통합할 것을 의결했다.

## 같이 보기
- 민주당
- 새정치국민회의